# 中国地方の子守唄
「中国地方の子守唄」（ちゅうごくちほうのこもりうた）は、岡山県の西南部に伝わる民謡（子守唄）をもとに、山田耕筰が編曲した楽曲。歌い出しは「ねんねこ しゃっしゃりませ」。

## 解説
この曲のもとになった旋律（元歌）は、岡山県西南部の井原市や小田郡矢掛町周辺、芸予諸島などで歌われていた民謡（子守唄）である。地域で歌われていた民謡としてのこの歌は、単に「子守り歌」「寝させ歌」、あるいは「ねんねの子守唄」「ねんねこさっしゃりませ」などと呼ばれていたようであり、「備中の子守うた」などとして触れる書籍もある。歌詞についても「ねんねこしゃっしゃりませ（ねんねこさっしゃりませ）」というフレーズが共通するものの、バリエーションがある。なお、「さっしゃりませ」は「して下さいよ」を意味する、備中・備後地方の方言（岡山弁・備後弁参照）である。
昭和初期、後月郡高屋村（現在の井原市高屋町）出身の声楽家・上野耐之（静夫）が、故郷の母親（地元のキリスト教会に通い、讃美歌の名手であったという）が歌っていた子守唄を、作曲の師である山田耕筰に披露したことがきっかけとなり、山田が編曲して発表し、世に知られるようになった。芸術歌曲として編作されるにあたって、音域の高さやピアノ伴奏の付加などの点で変更が加えられているが、旋律については元曲とほとんど変わっていない。発表の時期については1928年とする説があり、オリエントレコード社の1929年発売盤がある。第二次世界大戦後に音楽教科書に採用され、全国的に知られるようになった。
美空ひばり、夏川りみ、森山良子、岩崎宏美、芹洋子らによってカバーされている。

## 歌詞
1. ねんねこ　しゃっしゃりませ
寝た子の　かわいさ
起きて　泣く子の
ねんころろ　つらにくさ
ねんころろん　ねんころろん
2. ねんねこ　しゃっしゃりませ
きょうは　二十五日さ
あすは　この子の
ねんころろ　宮詣り
ねんころろん　ねんころろん
3. 宮へ　詣った時
なんと言うて　拝むさ
一生　この子の
ねんころろん　まめなように
ねんころろん　ねんころろん

## 記念
「中国地方の子守唄」は、岡山県の西南部、井原市高屋町が発祥の地とされる。
発祥の地とされる井原市には、各種モニュメントが設けられている。井原市立田中美術館（井原市井原町）付近に楽譜と歌詞を彫り込んだ記念碑があるほか、市民会館や公園でこの曲を奏でる設備がある。
高屋町にある井原鉄道井原線の駅（1999年開業）は「子守唄の里高屋駅」という名称である。

## 曲の使用

### カバー
- 藤圭子のアルバム『圭子のわらべ唄／藤圭子とグリーメン』JRS-7174（1971年）収録。編曲：小杉太一郎。歌唱はグリーメン。

### テレビ放送終了時の音楽として
中国地方（山口県を除く）の民放では、テレビ放送終了時の音楽として採用するケースがあった。
広島県の中国放送（RCCテレビ）では、スポットライトだけの暗いテレビスタジオで、一人の女性がハープでこの歌のメロディーを演奏するというもので、2011年7月24日の地上アナログ放送停波時にもこの映像が流れていた。なお曲自体は映像が「ツキぐま☆3兄弟」のCGアニメに改められた後もBGMとして使われていた。
ほか、発祥地岡山県の山陽放送（現・RSKホールディングスおよびRSK山陽放送）でも、1958年の開局から1980年代頃まで電子オルガン演奏によるこの曲が終了時に流されていた。
かつては、山陰放送（BSSラジオ）でも、クロージング曲として使用されていた。

### その他
- 映画「仁義なき戦い」内でも挿入曲として使用されている。